# Linnea
Linnea (auch Linnéa, Linea, Linnaea, Kurzform: Nea) ist ein weiblicher Vorname schwedischer Herkunft, der hauptsächlich in Schweden, Finnland und Norwegen verbreitet ist.

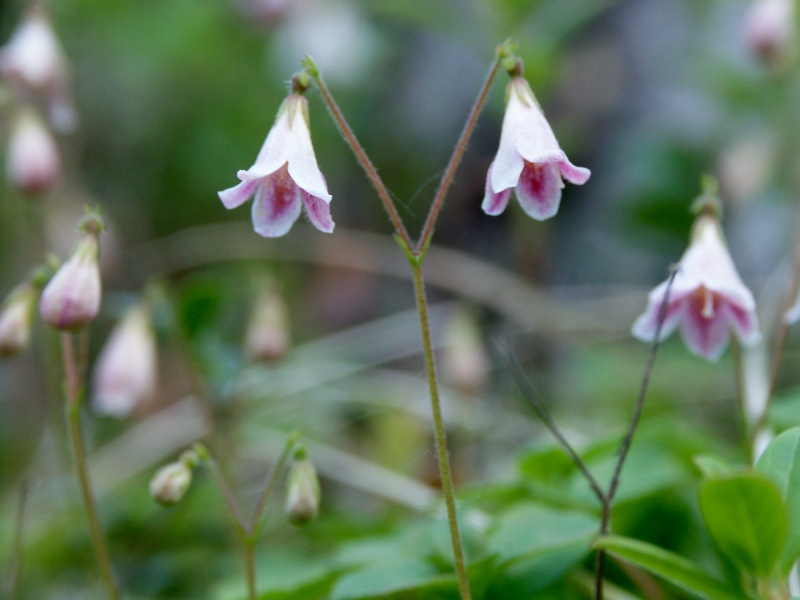
Moosglöckchen (Linnaea borealis L.)

## Herkunft und Bedeutung
Es gibt zwei Herleitungen des Vornamens Linnea (Betonung auf der vorletzten Silbe), die sich direkt oder indirekt auf den schwedischen Naturforscher Carl von Linné beziehen.
- Nach der geläufigen Herleitung geht der Vorname auf den botanischen Gattungsnamen des nordischen Moosglöckchens zurück.[1] Das Moosglöckchen (Linnaea borealis L.) soll die Lieblingsblume von Carl Linnaeus (1707–1778) gewesen sein,[2] der sich seit seiner Erhebung in den Adelsstand 1756 Carl von Linné nannte. Linnés Förderer Jan Frederik Gronovius gab der Gattung 1737 den Namen Linnaea.[3]
- Zu Ehren von Linné wurden schwedische Jungen nach Linnés ursprünglichem Familiennamen Linnaeus genannt.[4] Durch Movierung wurde daraus die weibliche Form des Vornamens Linnaea bzw. Linnea gebildet.[5]

Beide Herleitungen sind wahrscheinlich, aber nicht durch literarische Quellen erhärtet.
Zur Herkunft des Familiennamens Linnaeus: Linnés Vater nahm als erster in seinem Geschlecht außer dem Vatersnamen einen Familiennamen an. Er benannte die Familie nach einer riesigen Linde (schwedisch lind), die auf dem väterlichen Hofe stand.

## Verbreitung

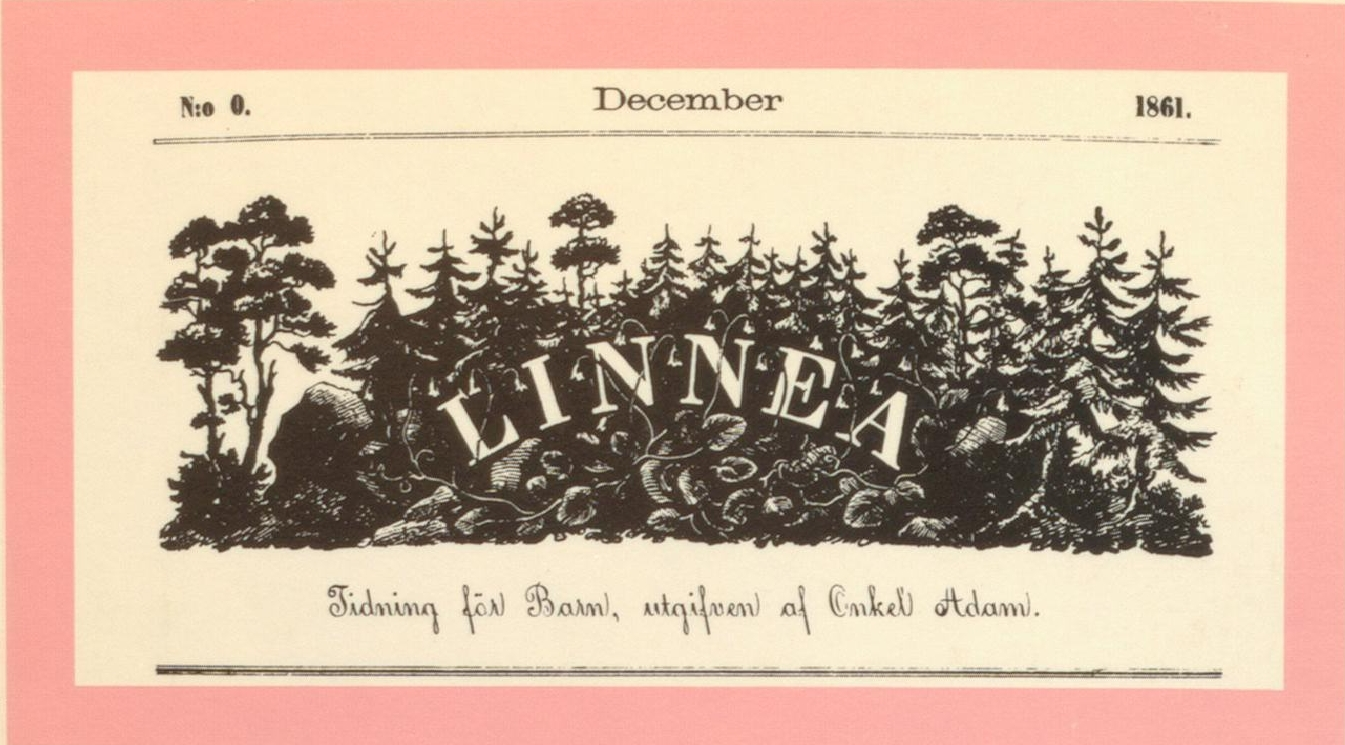
Linnea (schwedische Kinderzeitschrift), Titelvignette der Nullnummer von 1861 mit einem Moosglöckchenfeld im Nadelwald

Schweden. Der Vorname kam in Schweden frühestens zu Linnés (1707–1778) Lebzeiten in Gebrauch. Spätestens seit den 1840er Jahren war der Vorname in Schweden bekannt. Offenbar war Linnea in den 1860er Jahren ein so geläufiger Vorname, dass er sogar zum Namensgeber einer Kinderzeitschrift wurde. Während der Vorname von 1920 bis zum Ende des Jahrhunderts nicht zu den 10 beliebtesten weiblichen Vornamen in Schweden gehörte, schaffte er es seit etwa 2000 in die vorderen Ränge. Dies gilt für die jährlichen Neugeburten und den Gesamtanteil an der weiblichen Bevölkerung.
Von Schweden aus verbreitete sich der Vorname in Finnland und Norwegen. In anderen europäischen Ländern scheint der Vorname nicht gebräuchlich oder selten zu sein. Dies gilt auch für Österreich und die Schweiz. In Deutschland wurde der Vorname Linnea in den 1980er Jahren gebräuchlich und gehört zu den seltenen Vornamen.
Finnland. In Finnland trugen bis 1899 etwa 400 Frauen den Namen Linnea/Linnéa. Bis Ende 2011 gab und gibt es in Finnland fast 33.000 Frauen mit dem Namen Linnea/Linnéa und etwa 6.500 mit dem Namen Nea. Der Vorname Linnea/Linnéa gehörte seit 1900 bis heute nie zu den 10 beliebtesten weiblichen Vornamen.
Norwegen. In Norwegen ist der Vorname Linnea seit 1900 bekannt. Bis 2000 lag der Anteil an der weiblichen Bevölkerung knapp über 0 %, stieg bis 2006 auf 1,6 % und ist seitdem wieder rückläufig. Im Jahr 2011 belegte Linnea/Linea den Rang 5 in der Statistik der beliebtesten weiblichen Vornamen.

## Varianten
- Linnéa
- Linea
- Linnaea, veraltete Form des Vornamens
- Nea, Kurzform von Linnea und eigenständiger Vorname.
- Lynnea, amerikanisch (siehe aber auch: Lynn)

## Namenstag
Der Namenstag ist in Schweden der 13. Mai und in Finnland der 3. August.

## Namensträgerinnen

### Vorname
- Linnea Berthelsen (* 1993), dänische Schauspielerin
- Linnéa Claeson (* 1992), schwedische Handballspielerin und Netzaktivistin
- Linnea Dale (* 1991), norwegische Sängerin (Pop)
- Linnéa Engström (* 1981), schwedische Politikerin
- Linnea Ericsson (* 1979), dänische Springreiterin
- Linnea Gustafsson (* 1986), schwedische Orientierungsläuferin
- Linnea Henriksson (* 1986), schwedische Sängerin und Liedermacherin
- Linnea Jönsson, schwedische Musikerin, Sängerin der Indie-Pop-Band Those Dancing Days
- Linnea Liljegärd (* 1988),  schwedische Fußballspielerin
- Linnéa Malmqvist (* 1998), schwedische Tennisspielerin
- Linnea Olsson (* 1983), schwedische Multiinstrumentalistin
- Linnea Quigley (* 1958), US-amerikanische Schauspielerin (Verdammt, die Zombies kommen)
- Linnea Södahl (* 1987), schwedische Sängerin und Songwriterin
- Linnea Torstenson (* 1983), schwedische Handballspielerin

### Fiktive Figuren
- Linnea ist die Titelfigur in einer Kinderbuchreihe von Kirsten Boie.
- Linnéa ist die Titelfigur in Kindersachbüchern der Schwedin Christina Björk.
- Linnéa heißt der Titel eines Liedes von Evert Taube.
- Linea heißt die "Zerstörerin der Welten" aus der Fernsehserie Stargate SG1.

## Sonstiges
- Der Asteroid Linnaea ist nach Linnaea Barton Keammerer (1980–1992) benannt.

### Allgemein
- „Linnea (navn)“ (norwegische Wikipedia): Statistik der Namenshäufigkeit in Schweden, Finnland und Norwegen zwischen 2005–2007 (Version: 6. nov 2011 08:31).
- Beliebte Vornamen. (Deutschland 1890-heute, Länderlisten, mit Quellenangaben).
- Nordic Names.
- firstname.de – 87.000 Vornamen aus aller Welt

### Statistik
- Statistik Austria.
- National Population Register Centre of Finland.
- Statistics Norway.
- Statistics Sweden.
- Bundesamt für Statistik, Schweiz.
- Statistisches Amt, Kanton Zürich.